# Десятичная система счисления
Десяти́чная систе́ма счисле́ния — позиционная система счисления по целочисленному основанию 10.
Одна из наиболее распространённых систем.
В ней используются цифры 1, 2, 3, 4, 5, 6, 7, 8, 9, 0, называемые арабскими цифрами.
Предполагается, что основание 10 связано с количеством пальцев на руках у человека.
Один десятичный разряд называется децит (decit) (сокращение от decimal digit).

## Определение
Один десятичный разряд в десятичной системе счисления (децит) иногда называют декадой. В цифровой электронике одному десятичному разряду десятичной системы счисления (дециту) соответствует один десятичный триггер.
Целое число x в десятичной системе счисления представляется в виде конечной линейной комбинации степеней числа 10:
{\displaystyle x=\pm \sum _{k=0}^{n-1}a_{k}10^{k}}, где {\displaystyle \ a_{k}} — это целые числа, называемые цифрами, удовлетворяющие неравенству {\displaystyle 0\leq a_{k}\leq 9.}
Обычно для ненулевого числа x требуют, чтобы старшая цифра {\displaystyle a_{n-1}} в десятичном представлении x была также ненулевой.
Например, число сто три представляется в десятичной системе счисления в виде:
{\displaystyle 103=1\cdot 10^{2}+0\cdot 10^{1}+3\cdot 10^{0}.}
С помощью n позиций в десятичной системе счисления можно записать целые числа от 0 до {\displaystyle 10^{n}-1}, то есть, всего {\displaystyle 10^{n}} различных чисел.
Дробные числа записываются в виде строки цифр с разделителем десятичная запятая, называемой десятичной дробью:
{\displaystyle a_{n-1}a_{n-2}\dots a_{1}a_{0},a_{-1}a_{-2}\dots a_{-(m-1)}a_{-m}=\sum _{k=-m}^{n-1}a_{k}10^{k},}
где n — число разрядов целой части числа, m — число разрядов дробной части числа.

### Двоично-десятичное кодирование
В двоичных компьютерах применяют двоично-десятичное кодирование десятичных цифр, при этом для одной двоично-десятичной цифры отводится четыре двоичных разряда (двоичная тетрада). Двоично-десятичные числа требуют большего количества битов для своего хранения. Так, четыре двоичных разряда имеют 16 состояний, и при двоично-десятичном кодировании 6 из 16 состояний двоичной тетрады не используются.

### Таблица сложения в десятичной системе счисления
| + | 0 | 1  | 2  | 3  | 4  | 5  | 6  | 7  | 8  | 9  |
| - | - | -- | -- | -- | -- | -- | -- | -- | -- | -- |
| 0 | 0 | 1  | 2  | 3  | 4  | 5  | 6  | 7  | 8  | 9  |
| 1 | 1 | 2  | 3  | 4  | 5  | 6  | 7  | 8  | 9  | 10 |
| 2 | 2 | 3  | 4  | 5  | 6  | 7  | 8  | 9  | 10 | 11 |
| 3 | 3 | 4  | 5  | 6  | 7  | 8  | 9  | 10 | 11 | 12 |
| 4 | 4 | 5  | 6  | 7  | 8  | 9  | 10 | 11 | 12 | 13 |
| 5 | 5 | 6  | 7  | 8  | 9  | 10 | 11 | 12 | 13 | 14 |
| 6 | 6 | 7  | 8  | 9  | 10 | 11 | 12 | 13 | 14 | 15 |
| 7 | 7 | 8  | 9  | 10 | 11 | 12 | 13 | 14 | 15 | 16 |
| 8 | 8 | 9  | 10 | 11 | 12 | 13 | 14 | 15 | 16 | 17 |
| 9 | 9 | 10 | 11 | 12 | 13 | 14 | 15 | 16 | 17 | 18 |

Одноразрядное двухоперандное (двухаргументное) десятичное сложение является одной из {\displaystyle 10^{200}} бинарных (двухаргументных, двухоперандных, двухвходовых) десятичных логических функций с бинарным (двухразрядным) результатом, имеющей кроме собственного номера и собственное название словами: "одноразрядный десятичный полусумматор".
Десятичной функцией в теории функциональных систем и в десятичной логике называют функцию типа {\displaystyle {\mathsf {D}}^{n}\to {\mathsf {D}}}, где {\displaystyle {\mathsf {D}}=\{0,1,2,3,4,5,6,7,8,9\}} — десятичное множество, а {\displaystyle \ n} — неотрицательное целое число, которое называют арностью или местностью функции.
Всего существует {\displaystyle 10^{(10^{m})*n}=10^{(10^{2})*2}=10^{100*2}=10^{200}} простейших бинарных с бинарным (двухразрядным) результатом десятичных логических функций (2 децита -> 2 децита), где m - количество аргументов функции (входная "-арность"), а n - количество результатов действия функции (выходная "-арность"), что больше всех больших чисел Дирака вместе взятых и числа Шеннона (оценочное минимальное количество неповторяющихся шахматных партий, вычисленное в 1950 году американским математиком Клодом Шенноном, составляет приблизительно {\displaystyle 10^{120}}) впридачу.
Одноразрядное двухоперандное (двухаргументное) десятичное сложение можно также представить, как комбинацию (объединение двух) бинарных (двухаргументных, двухоперандных, двухвходовых) десятичных логических функцией с унарным (одноразрядным) результатом, имеющих кроме собственных номеров и собственные названия словами: "одноразрядное десятичное бинарное сложение по модулю 10" и "единица переноса в следующий разряд при одноразрядном десятичном бинарном сложении".
Всего существует {\displaystyle 10^{(10^{2})}=10^{100}} простейших бинарных с унарным (одноразрядным) результатом десятичных логических функций (2 децита -> 1 децит).
Номер функции "одноразрядное десятичное бинарное сложение по модулю 10" содержит все значения функции при переборе значений аргументов от 0 до 9 и относительно просто получается из таблицы десятичного полусумматора: 8765432109 7654321098 6543210987 5432109876 4321098765  3210987654 2109876543 1098765432 0987654321 9876543210 (пробелы отделяют по 10 знаков в номере функции).
Номер функции "единица переноса в следующий разряд при одноразрядном десятичном бинарном сложении" содержит все значения функции при переборе значений аргументов от 0 до 9 и тоже относительно просто получается из таблицы десятичного полусумматора: 
1111111110 1111111100 1111111000 1111110000 1111100000 1111000000 1110000000 1100000000 1000000000 0000000000 (пробелы отделяют по 10 знаков в номере функции).
Так как в разряде переноса не бывает значения больше 1, то разряд переноса в одноразрядном десятичном полусумматоре является более простой десятичной функцией с унарным (одноразрядным) двоичным результатом (2 децита -> 1 бит).
```
'Half Adder Decimal Single-Digit

CLS

DATA
 
0
,
1
,
2
,
3
,
4
,
5
,
6
,
7
,
8
,
9

DATA
 
1
,
2
,
3
,
4
,
5
,
6
,
7
,
8
,
9
,
0

DATA
 
2
,
3
,
4
,
5
,
6
,
7
,
8
,
9
,
0
,
1

DATA
 
3
,
4
,
5
,
6
,
7
,
8
,
9
,
0
,
1
,
2

DATA
 
4
,
5
,
6
,
7
,
8
,
9
,
0
,
1
,
2
,
3

DATA
 
5
,
6
,
7
,
8
,
9
,
0
,
1
,
2
,
3
,
4

DATA
 
6
,
7
,
8
,
9
,
0
,
1
,
2
,
3
,
4
,
5

DATA
 
7
,
8
,
9
,
0
,
1
,
2
,
3
,
4
,
5
,
6

DATA
 
8
,
9
,
0
,
1
,
2
,
3
,
4
,
5
,
6
,
7

DATA
 
9
,
0
,
1
,
2
,
3
,
4
,
5
,
6
,
7
,
8

DATA
 
0
,
0
,
0
,
0
,
0
,
0
,
0
,
0
,
0
,
0

DATA
 
0
,
0
,
0
,
0
,
0
,
0
,
0
,
0
,
0
,
1

DATA
 
0
,
0
,
0
,
0
,
0
,
0
,
0
,
0
,
1
,
1

DATA
 
0
,
0
,
0
,
0
,
0
,
0
,
0
,
1
,
1
,
1

DATA
 
0
,
0
,
0
,
0
,
0
,
0
,
1
,
1
,
1
,
1

DATA
 
0
,
0
,
0
,
0
,
0
,
1
,
1
,
1
,
1
,
1

DATA
 
0
,
0
,
0
,
0
,
1
,
1
,
1
,
1
,
1
,
1

DATA
 
0
,
0
,
0
,
1
,
1
,
1
,
1
,
1
,
1
,
1

DATA
 
0
,
0
,
1
,
1
,
1
,
1
,
1
,
1
,
1
,
1

DATA
 
0
,
1
,
1
,
1
,
1
,
1
,
1
,
1
,
1
,
1

DEFINT
 
I
,
J
,
F
,
A
,
B

FOR
 
I
=
0
 
TO
 
9

  
FOR
 
J
=
0
 
TO
 
9

    
READ
 
F2DSM
[
I
,
J
]
  
'Function 2-argument Decimal Summ Mod 10 NonSymmetric

  
NEXT
 
J

NEXT
 
I

FOR
 
I
=
0
 
TO
 
9

  
FOR
 
J
=
0
 
TO
 
9

    
READ
 
F2DC
[
I
,
J
]
   
'Function 2-argument Decimal Carry Summ 10 NonSymmetric

  
NEXT
 
J

NEXT
 
I

A
=
9

B
=
9

PRINT
 
USING
 
"#"
;
A
;

PRINT
 
" + "
;

PRINT
 
USING
 
"# = "
;
B
;

PRINT
 
USING
 
"#"
;
F2DC
[
A
,
B
];

PRINT
 
USING
 
"#"
;
F2DSM
[
A
,
B
]

END

```

### Таблица умножения в десятичной системе счисления
| × | 0 | 1 | 2  | 3  | 4  | 5  | 6  | 7  | 8  | 9  |
| - | - | - | -- | -- | -- | -- | -- | -- | -- | -- |
| 0 | 0 | 0 | 0  | 0  | 0  | 0  | 0  | 0  | 0  | 0  |
| 1 | 0 | 1 | 2  | 3  | 4  | 5  | 6  | 7  | 8  | 9  |
| 2 | 0 | 2 | 4  | 6  | 8  | 10 | 12 | 14 | 16 | 18 |
| 3 | 0 | 3 | 6  | 9  | 12 | 15 | 18 | 21 | 24 | 27 |
| 4 | 0 | 4 | 8  | 12 | 16 | 20 | 24 | 28 | 32 | 36 |
| 5 | 0 | 5 | 10 | 15 | 20 | 25 | 30 | 35 | 40 | 45 |
| 6 | 0 | 6 | 12 | 18 | 24 | 30 | 36 | 42 | 48 | 54 |
| 7 | 0 | 7 | 14 | 21 | 28 | 35 | 42 | 49 | 56 | 63 |
| 8 | 0 | 8 | 16 | 24 | 32 | 40 | 48 | 56 | 64 | 72 |
| 9 | 0 | 9 | 18 | 27 | 36 | 45 | 54 | 63 | 72 | 81 |

Одноразрядное двухоперандное (двухаргументное) десятичное умножение является одной из {\displaystyle 10^{200}} бинарных (двухаргументных, двухоперандных, двухвходовых) десятичных логических функций с бинарным (двухразрядным) результатом, имеющей кроме собственного номера и собственное название словами: "одноразрядный десятичный умножитель".
Одноразрядный двухоперандный (двухаргументный) десятичный умножитель можно также представить, как комбинацию (объединение двух) бинарных (двухаргументных, двухоперандных, двухвходовых) десятичных логических функцией с унарным (одноразрядным) результатом, имеющих кроме собственных номеров и собственные названия словами: "младший разряд одноразрядного десятичного бинарного умножения" и "старший разряд одноразрядного десятичного бинарного умножения".
Всего существует {\displaystyle 10^{(10^{2})}=10^{100}} простейших бинарных с унарным (одноразрядным) результатом десятичных логических функций (2 децита -> 1 децит).
Номер функции "младший разряд одноразрядного десятичного бинарного умножения" содержит все значения функции при переборе значений аргументов от 0 до 9 и относительно просто получается из таблицы десятичного умножения: 1234567890 2468024680 3692581470 4826048260 5050505050 6284062840 7418529630 8642086420 9876543210 0000000000 (пробелы отделяют по 10 знаков в номере функции).
Номер функции "старший разряд одноразрядного десятичного бинарного умножения" содержит все значения функции при переборе значений аргументов от 0 до 9 и тоже относительно просто получается из таблицы десятичного умножения: 8765432100 7654432100 6544322100 5443321100 4433221100 3322211000 2221110000 1111100000 0000000000 0000000000 (пробелы отделяют по 10 знаков в номере функции).
```
'Multiplier Decimal Single-Digit

CLS

DATA
 
0
,
0
,
0
,
0
,
0
,
0
,
0
,
0
,
0
,
0

DATA
 
0
,
1
,
2
,
3
,
4
,
5
,
6
,
7
,
8
,
9

DATA
 
0
,
2
,
4
,
6
,
8
,
0
,
2
,
4
,
6
,
8

DATA
 
0
,
3
,
6
,
9
,
2
,
5
,
8
,
1
,
4
,
7

DATA
 
0
,
4
,
8
,
2
,
6
,
0
,
4
,
8
,
2
,
6

DATA
 
0
,
5
,
0
,
5
,
0
,
5
,
0
,
5
,
0
,
5

DATA
 
0
,
6
,
2
,
8
,
4
,
0
,
6
,
2
,
8
,
4

DATA
 
0
,
7
,
4
,
1
,
8
,
5
,
2
,
9
,
6
,
3

DATA
 
0
,
8
,
6
,
4
,
2
,
0
,
8
,
6
,
4
,
2

DATA
 
0
,
9
,
8
,
7
,
6
,
5
,
4
,
3
,
2
,
1

DATA
 
0
,
0
,
0
,
0
,
0
,
0
,
0
,
0
,
0
,
0

DATA
 
0
,
0
,
0
,
0
,
0
,
0
,
0
,
0
,
0
,
0

DATA
 
0
,
0
,
0
,
0
,
0
,
1
,
1
,
1
,
1
,
1

DATA
 
0
,
0
,
0
,
0
,
1
,
1
,
1
,
2
,
2
,
2

DATA
 
0
,
0
,
0
,
1
,
1
,
2
,
2
,
2
,
3
,
3

DATA
 
0
,
0
,
1
,
1
,
2
,
2
,
3
,
3
,
4
,
4

DATA
 
0
,
0
,
1
,
1
,
2
,
3
,
3
,
4
,
4
,
5

DATA
 
0
,
0
,
1
,
2
,
2
,
3
,
4
,
4
,
5
,
6

DATA
 
0
,
0
,
1
,
2
,
3
,
4
,
4
,
5
,
6
,
7

DATA
 
0
,
0
,
1
,
2
,
3
,
4
,
5
,
6
,
7
,
8

DEFINT
 
I
,
J
,
F
,
A
,
B

FOR
 
I
=
0
 
TO
 
9

  
FOR
 
J
=
0
 
TO
 
9

    
READ
 
F2DMULT1
[
I
,
J
]
  
'Function 2-argument Decimal Multiplier NonSymmetric 1-st Digit

  
NEXT
 
J

NEXT
 
I

FOR
 
I
=
0
 
TO
 
9

  
FOR
 
J
=
0
 
TO
 
9

    
READ
 
F2DMULT2
[
I
,
J
]
   
'Function 2-argument Decimal Multipliqer NonSymmetric 2-nd Digit

  
NEXT
 
J

NEXT
 
I

A
=
9

B
=
9

PRINT
 
USING
 
"#"
;
A
;

PRINT
 
" x "
;

PRINT
 
USING
 
"# = "
;
B
;

PRINT
 
USING
 
"#"
;
F2DMULT2
[
A
,
B
];

PRINT
 
USING
 
"#"
;
F2DMULT1
[
A
,
B
]

END

```

## История
Десятичная непозиционная система счисления с единичным кодированием десятичных цифр (от 1 до 1 000 000) возникла во второй половине третьего тысячелетия до н. э. в Древнем Египте (египетская система счисления).
В другой великой цивилизации — вавилонской с её шестидесятеричной системой — за две тысячи лет до н. э. внутри позиционных шестидесятеричных разрядов использовалась непозиционная (аддитивная) десятичная система счисления с единичным кодированием десятичных цифр. Египетская десятичная система повлияла на аналогичную систему в первых европейских системах письма, таких как критские иероглифы, линейное письмо А и линейное письмо Б.
Древнейшая известная запись позиционной десятичной системы обнаружена в Индии в 595 г. Нуль в то время применялся не только в Индии, но и в Китае. В этих старинных системах для записи одинакового числа использовались символы, рядом с которыми дополнительно помечали, в каком разряде они стоят. Потом перестали помечать разряды, но число всё равно можно прочитать, так как у каждого разряда есть своя позиция. А если позиция пустая, её нужно пометить нулём. В поздних вавилонских текстах такой знак стал появляться, но в конце числа его не ставили. Лишь в Индии нуль окончательно занял своё место, эта запись распространилась затем по всему миру.
Индийская нумерация пришла сначала в арабские страны, затем и в Западную Европу. О ней рассказал среднеазиатский математик аль-Хорезми. Простые и удобные правила сложения и вычитания чисел, записанных в позиционной системе, сделали её особенно популярной.
А поскольку труд аль-Хорезми был написан на арабском, то за индийской нумерацией в Европе закрепилось иное название — «арабская» (арабские цифры).

### Кипу инков
Прообразом баз данных, широко использовавшихся в Центральных Андах (Перу, Боливия) в государственных и общественных целях в I—II тысячелетии н. э., была узелковая письменность Инков — кипу, состоявшая как из числовых записей десятичной системы, так и не числовых записей в двоичной системе кодирования.
В кипу применялись первичные и дополнительные ключи, позиционные числа, кодирование цветом и образование серий повторяющихся данных.
Кипу впервые в истории человечества использовалось для применения такого способа ведения бухгалтерского учёта, как двойная запись.

### Преимущества десятичной позиционной системы
Реализованная с помощью индоарабских цифр десятичная позиционная система счисления постепенно вытеснила римские цифры и другие непозиционные системы нумерации благодаря множеству несомненных преимуществ.
- Индийская запись чисел компактнее римской и позволяет быстро сравнивать разные числа по величине.
- При расчётах на абаке можно одновременно записывать числа и проводить расчёты.
- Вычисления стало возможно проводить без абака, на бумаге. Появились новые, более простые методы умножения и деления, специально рассчитанные на индоарабские цифры.
- Вычислительная математика и математика вообще получили мощный импульс к развитию. Например, трудно представить изобретение логарифмов без индоарабских цифр.
- Появилась возможность создания счётных машин.

## Наименование степеней десяти
В стандартной десятичной системе счисления для именования больших чисел используются именные названия степеней тысячи, такие как миллион (1 000 000) и миллиард (1 000 000 000). Промежуточные степени десяти образуются прибавлением слов десять или сто, например десять миллионов (10 000 000) и сто миллиардов (100 000 000 000); другие промежуточные количества образуются прибавлением к именным названиям степеней тысячи числительных до тысячи, например сто двадцать семь миллионов (127 000 000). Для биллиона и следующих числительных есть два возможных значения: в короткой шкале каждая очередная именованная единица содержит 1000 предыдущих, а в длинной — миллион; так, биллион, следующий за миллионом, может означать как 109, так и 1012.

### Степени десяти в Индии
В Индии используется альтернативный способ именованию степеней десяти, основанный на устаревшей ведической системе счисления с основанием 100, согласно которой собственные названия имеют 103, 105 и следующие степени десяти через один, а промежуточные образуются прибавлением числительного десять. Система была официально утверждена в 1987 году и исправлена в 2002 году.
| Число | Ведическая   | Индийская       | Стандартная (короткая шкала) |
| ----- | ------------ | --------------- | ---------------------------- |
| 103   | хазар        | хазар           | тысяча                       |
| 104   | десять хазар | десять хазаров  | десять тысяч                 |
| 105   | лакх         | лакх            | сто тысяч                    |
| 106   | ниют         | десять лакхов   | миллион                      |
| 107   | крор         | крор            | десять миллионов             |
| 108   | рибурдх      | десять кроров   | сто миллионов                |
| 109   | вранд        | араб            | миллиард (биллион)           |
| 10    | кхараб       | десять арабов   | десять миллиардов            |
| 1011  | ни-кхараб    | кхараб          | сто миллиардов               |
| 1012  | шанкх        | десять кхарабов | триллион                     |

При записи чисел в индийской системе разделители размещаются в соответствии с этими наименованиями степеней: например, число, записываемое в стандартной системе как 50 801 592, в индийской будет иметь вид будет 5 08 01 592. Названия лакх  и крор используются в индийском диалекте английского языка (lakh, crore), хинди (लाख lākh, करोड़ karod) и других языках Южной Азии.

## Применение
- Русские счёты